# Llista de llibres d'Oz
Els llibres d'Oz formen una sèrie de llibres que comença amb El màgic d'Oz (1900) i que relaten la història fictícia de la Terra d'Oz. L'univers d'Oz o la Terra d'Oz fou creat per l'escriptor L. Frank Baum, que escrigué catorze llibres sobre aquest tema. Tots els llibres es troben dins del domini públic als Estats Units. Fins i tot mentre era viu, Baum fou anomenat «Historiador Reial d'Oz» per emfatitzar el concepte que Oz és un lloc real. La il·lusió creada hauria estat que personatges com Dorothy i la princesa Ozma li haurien relatat a Baum les seves aventures a la Terra d'Oz, per mitjà de radiotelegrafia.

## Els llibres d'Oz originals de L. Frank Baum
A continuació es presenta una taula amb els llibres d'Oz de L. Frank Baum:
| Els llibres originals i oficials d'Oz de L. Frank Baum | |                                                        |               |      |                        |
| Portada | Ordre | Títol                                                  | Il·lustrador  | Any  | Editorial              |
| | 1 | El màgic d'Oz (The Wonderful Wizard of Oz)             | W. W. Denslow | 1900 | George M. Hill Company |
| Una petita grangera anomenada Dorothy i el seu gos, Toto, es deixen portar lluny en la Terra d'Oz per un cicló ocorregut a Kansas. En arribar, ella és aclamada com una bruixa, allibera l'espantaocells, es troba amb un llenyataire de llauna, i amb un lleó covard. Però Dorothy realment vol saber com arribar a casa de nou. El governant d'Oz, el gran màgic d'Oz, que resideix en la Ciutat Maragda, pot ser l'únic prou potent per ajudar-la. (També reimprès per diverses editorials sota els noms El nou màgic d'Oz i El meravellós màgic d'Oz amb petits canvis ocasionals en el text. Va ser escrit originalment com un llibre d'un sol tret). | |                                                        |               |      |                        |
| | 2 | La meravellosa terra d'Oz (The Marvelous Land of Oz)   | John R. Neill | 1904 | Reilly & Britton       |
| Tip, un nen petit, s'escapa de la seva malvada tutora, la bruixa Mombi, amb l'ajuda d'una figura de fusta (una llum en una carabassa en forma de cap) anomenada Jack Cap-de-carabassa (portat a la vida amb la màgia de la pols de la vida de la Terra d'Oz que Tip va robar a Mombi), així com un ase (creat a partir de la mateixa pols). Acaba en una aventura amb l'espantaocells i el llenyataire de llauna per ajudar a l'espantaocells a recuperar el seu tron pres per la General Jinjur i el seu exèrcit de noies. | |                                                        |               |      |                        |
| | 3 | Ozma d'Oz (Ozma of Oz)                                 | John R. Neill | 1907 | Reilly & Britton       |
| Mentre viatja a Austràlia amb l'oncle Henry, Dorothy cau per la borda amb una gallina anomenada Billina. Aterren a Ev, un país a través del desert d'Oz, i, juntament amb el seu amic mecànic en Tik-Tok, han de salvar la família reial d'Ev del mal del rei Gnom. Amb l'ajuda de la princesa Ozma aconsegueix finalment tornar a Oz. | |                                                        |               |      |                        |
| | 4 | Dorothy i el màgic d'Oz (Dorothy and the Wizard in Oz) | John R. Neill | 1908 | Reilly & Britton       |
| En el seu camí de retorn de Austràlia, Dorothy visita a la seva cosina, Zeb, a Califòrnia. Aviat són engolits per un terratrèmol, juntament amb el cavall de Zeb, Jim i el gat de Dorothy anomenat Eureka. El grup es troba amb el màgic d'Oz i tots viatgen subterràniament de retorn a Oz. | |                                                        |               |      |                        |
| | 5 | El camí a Oz (The Road to Oz)                          | John R. Neill | 1909 | Reilly & Britton       |
| Dorothy es troba amb Shaggy, i al mateix temps, tracta de trobar el camí de Butterfield, però es perden per un camí encantat. A mesura que viatgen es topen amb la filla de l'arc de Sant Martí, Policroma, i un nen menut, en Botó-Brillant. Tenen tot tipus d'estranyes aventures en el camí cap a Oz. | |                                                        |               |      |                        |
| | 6 | La Ciutat Maragda d'Oz (The Emerald City of Oz)        | John R. Neill | 1910 | Reilly & Britton       |
| Dorothy i el seu oncle Henry i tia Em venen a viure a Oz de forma permanent. Mentre que recorren a través del País Quadling, el rei Gnom fa un túnel sota el desert per envair Oz. Aquest va ser originalment destinat a ser l'últim llibre de la sèrie. | |                                                        |               |      |                        |
| | 7 | La noia patchwork d'Oz (The Patchwork Girl of Oz)      | John R. Neill | 1913 | Reilly & Britton       |
| Un nen Munchkin anomenat Ojo ha de trobar una cura per alliberar el seu oncle Nunkie d'un encanteri màgic que l'ha convertit en una estàtua. Amb l'ajuda de l'Scraps, una nina mosaic antropomorf, els viatgers van a través d'Oz per salvar l'oncle d'Ojo. | |                                                        |               |      |                        |
| | 8 | Tik-Tok d'Oz (Tik-Tok of Oz)                           | John R. Neill | 1914 | Reilly & Britton       |
| Betsy Bobbin, una noia d'Oklahoma, naufraga amb la seva mula, Hank, al Regne Rosa d'Oz. Ella es troba amb Shaggy allà i els dos intenten rescatar el germà de Shaggy de mans del rei Gnom. Aquest llibre es basa en part en l'etapa musical de Baum, The Tik-Tok Man of Oz ("L'home Tik-Tok d'Oz", en català), el qual va anar al seu torn basat en Ozma d'Oz. | |                                                        |               |      |                        |
| | 9 | L'espantaocells d'Oz (The Scarecrow of Oz)             | John R. Neill | 1915 | Reilly & Britton       |
| El capità Bill i en Trot viatgen a Oz i, amb l'ajuda de l'espantaocells, l'ex governant d'Oz, enderroquen el malvat rei Krewe de Jinxland. El capità Bill i en Trot havien aparegut prèviament en altres dues novel·les de Baum, The Sea Fairies i Sky Island. Basat en part en la pel·lícula muda de 1914, His Majesty, the Scarecrow of Oz. Això va fer suposadament que esdevingués el llibre favorit personal d'Oz de L. Frank Baum. | |                                                        |               |      |                        |
| | 10 | Rinkitink a Oz (Rinkitink in Oz)                       | John R. Neill | 1916 | Reilly & Britton       |
| El Príncep Inga de Pingaree, el Rei Rinkitink, tres poderoses perles màgiques i una cabra intenten rescatar els pares d'Inga i els seus súbdits de guerrers que han desposseït a Pingaree i van esclavitzar a la seva gent. Baum originalment va escriure aquest llibre com un llibre de no-Oz titulat "Rei Rinkitink" (King Rinkitink, originalment en anglès). | |                                                        |               |      |                        |
| | 11 | La princesa perduda d'Oz (The Lost Princess of Oz)     | John R. Neill | 1917 | Reilly & Britton       |
| Quan la princesa Ozma desapareix misteriosament, s'envien quatre grups de recerca, un per a cada un dels quatre països d'Oz. La major part del llibre recull els esforços de Dorothy i l'assistent per trobar-la. Mentrestant, Cayke el "Xef Galeta" descobreix que la seva màgia (amb la qual es realitzen les seves famoses galetes) ha estat robada. Juntament amb l'home granota, deixen la seva muntanya al País Winkie per trobar la cassola. | |                                                        |               |      |                        |
| falta imatge | 12 | El llenyataire de llauna d'Oz (The Tin Woodman of Oz)  | John R. Neill | 1918 | Reilly & Lee           |
| falta imatge | El llenyataire de llauna, que el seu nom real és Nick Chopper, inesperadament es retroba amb la noia Munchkin amb la que havia festejat abans d'esdevenir un home de llauna. Per desgràcia, ella té un nou amor i ja no es preocupa per ell. Són transformats en animals per una geganta hostil, i es troben amb un altre home de llauna, el Capità Fyter, així com un Frankenstein, Chopfyt, a partir de les parts combinades de carn per llauna, Ku-Klip. |                                                        |               |      |                        |
| | 13 | La màgia d'Oz (The Magic of Oz)                        | John R. Neill | 1919 | Reilly & Lee           |
| Ruggedo, l'ex rei Gnom, tracta de conquistar Oz de nou amb l'ajuda d'un nen Munchkin, Kiki Aru. Mentrestant, és l'aniversari d'Ozma, i tots els ciutadans d'Oz buscan els més inusuals presents per a la petita princesa. Va ser publicat un mes després de la mort de Baum. | |                                                        |               |      |                        |
| | 14 | Glinda d'Oz (Glinda of Oz)                             | John R. Neill | 1920 | Reilly & Lee           |
| Dorothy, Ozma i Glinda intenten aturar una guerra al País Gillikin. Aquest va ser el darrer llibre d'Oz de Baum, i va ser publicat després de la seva mort. La majoria dels crítics estan d'acord que és el llibre més fosc d'Oz de Baum, molt probablement a causa de la seva mala salut. | |                                                        |               |      |                        |